# Pieve di San Giovanni Decollato (Montemurlo)
La pieve di San Giovanni Decollato si trova nel comune di Montemurlo, nei pressi della rocca.

## Storia e descrizione
Costruita fra il 1085 e il 1096, fu parzialmente rifatta nel  XIII secolo.  All'inizio del XVI secolo furono realizzate importanti trasformazioni, a cui ne successero altre nel Settecento e ai primi dell'Ottocento. Alla facciata a capanna è addossato un elegante portico architravato con pilastri tardomedievali in cotto. 
All'interno, dipinti dei secoli XVI–XVIII, tra cui la Madonna del Rosario con i santi Domenico, Agata e Andrea (1609) di Matteo Rosselli e l'Assunta che dà la cintola a san Tommaso e i santi Giovanni Battista e Niccolò (1590) di  Giovanni Stradano, con raffigurato sullo sfondo Montemurlo. Di particolare rilievo la Madonna col Bambino e i santi Giovanni Battista, Niccolò, Antonio abate e Pietro di Francesco Granacci (1521–1522).

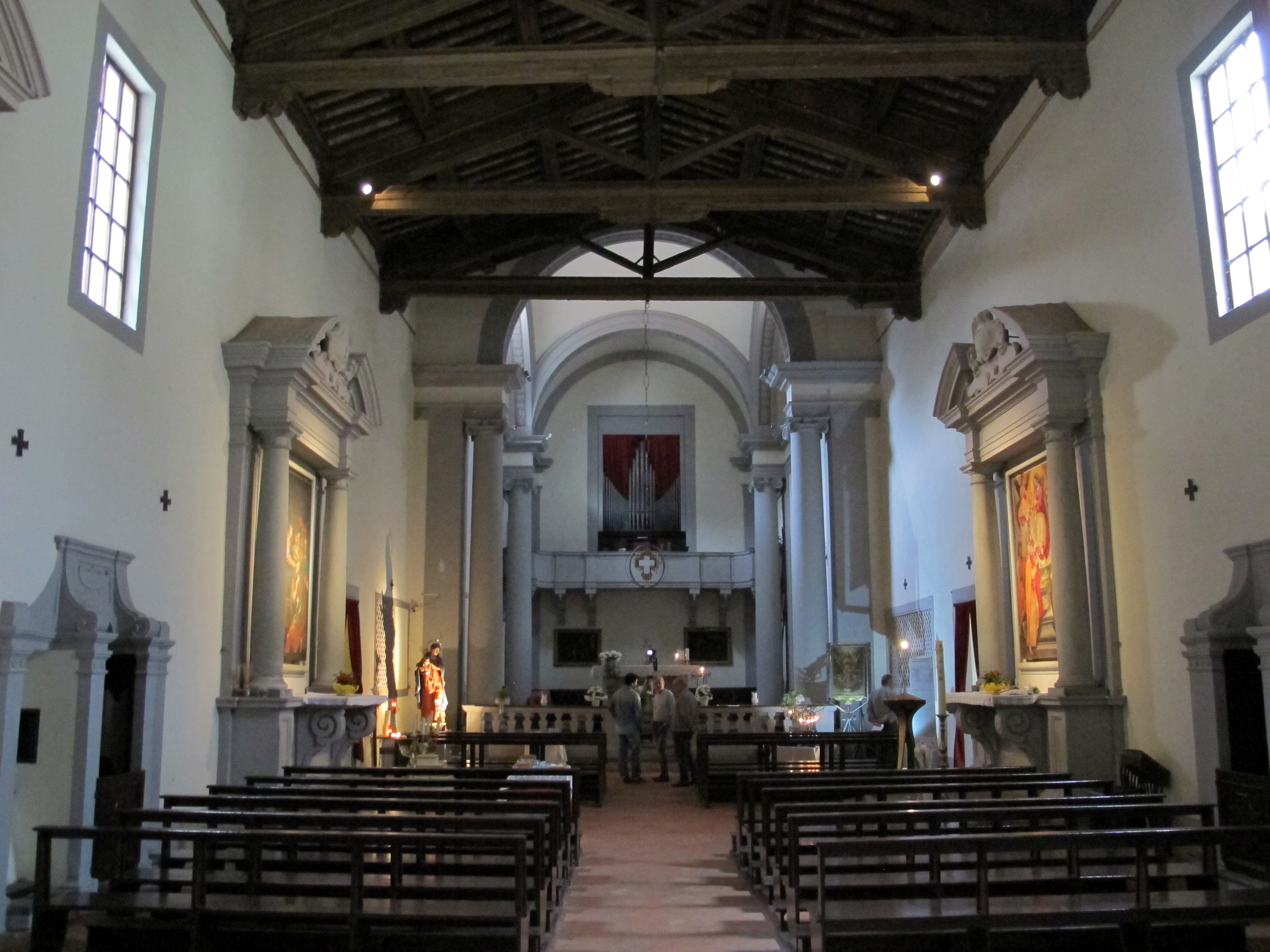
Interno
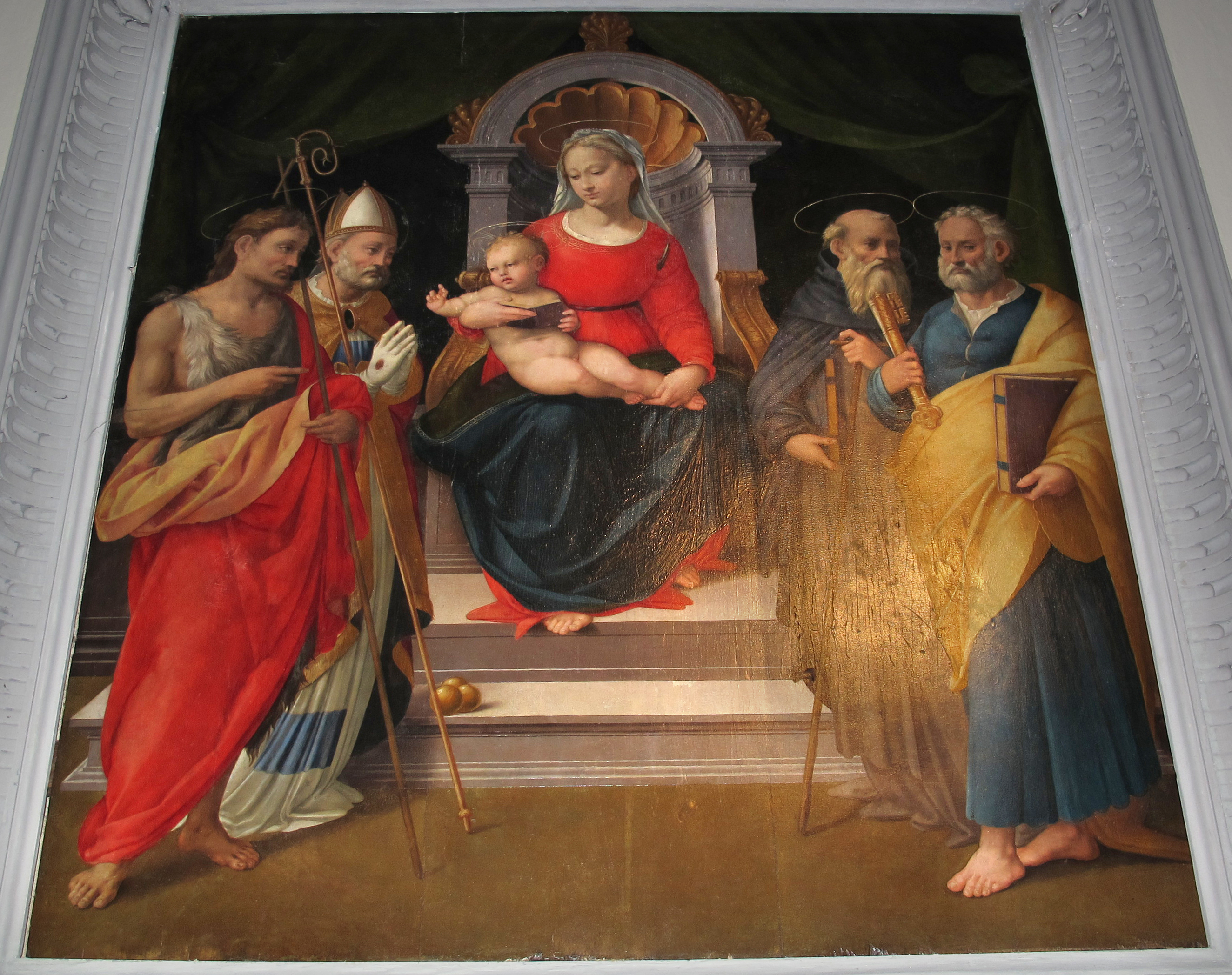
La pala del Granacci
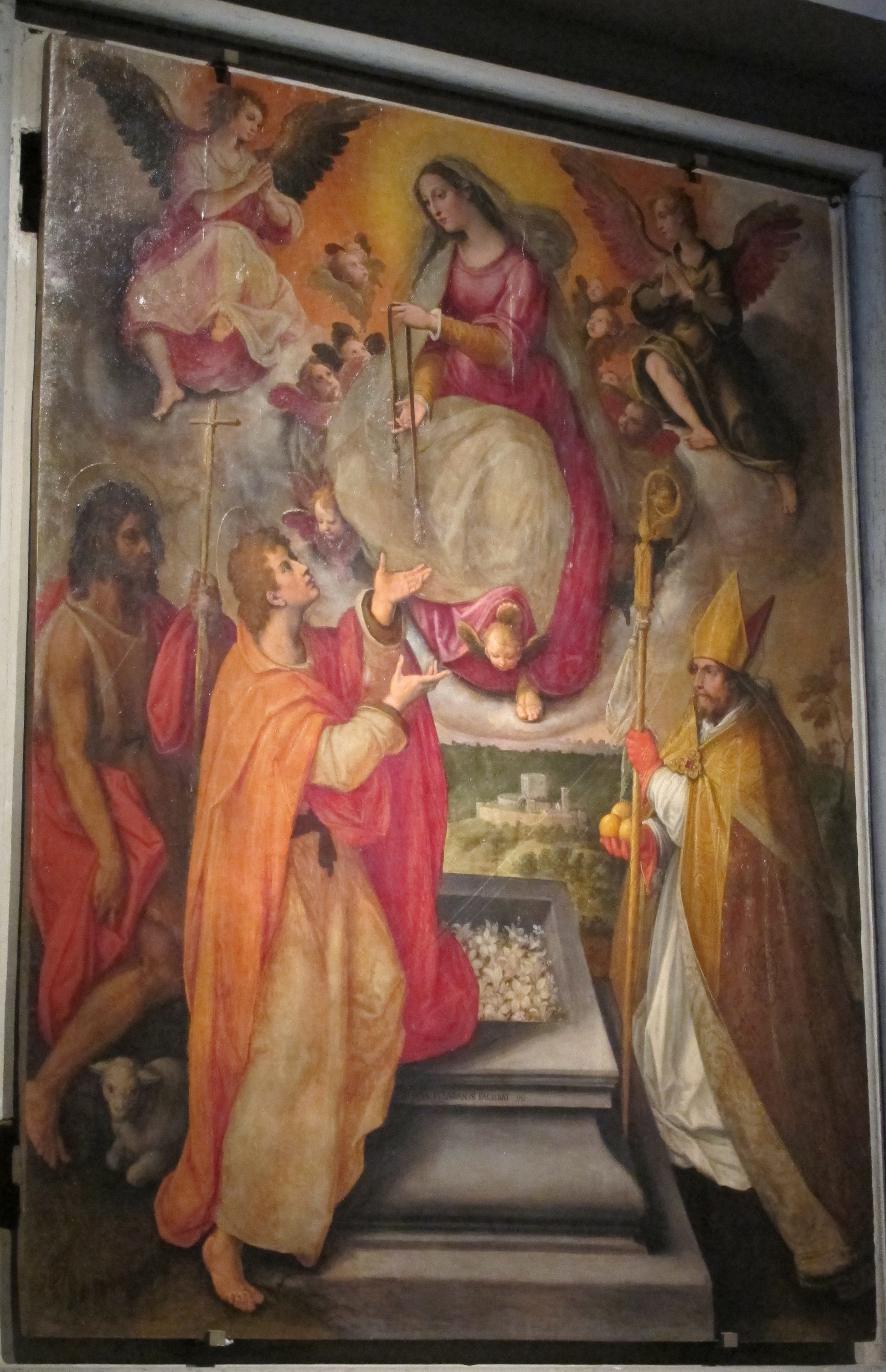
La pala dello Stradano